# Răzbunarea (film din 1958)
Răzbunarea (titlul original: în spaniolă La Venganza)  este un film dramatic spaniol, realizat în 1958 de regizorul Juan Antonio Bardem, protagoniști fiind actorii Carmen Sevilla, Raf Vallone, Jorge Mistral. 
Filmul a fost prezentat la Festivalul de la Cannes în 1958.

## Conținut
După zece ani, Juan Díaz, condamnat nevinovat pentru crimă, este eliberat din închisoare. Andrea, sora lui, stârnește ura lui Juan împotriva lui Luis el Torcido, fratele victimei crimei și presupusul criminal. Cum toată lumea trebuie să câștige un ban, el se alătură altor trei lucrători agricoli, pentru a căuta de lucru în Castilia. În timpul lucrului situația escaladează de mai multe ori, iar Juan jură în mod repetat să-l omoare pe Luis. Dar Andrea se îndrăgostește de Luis, pe care înainte atât la urât și încearcă să-l oprească pe Juan de la crimă...

## Distribuție
- Carmen Sevilla – Andrea
- Raf Vallone – Luis ”el Torcido”
- Jorge Mistral – Juan Díaz
- Fernando Rey – scriitorul
- Xan das Bolas – lucrătorul galițian
- Conchita Bautista – cântăreața
- José Marco Davó – bărbatul
- Manuel Alexandre –  Pablo "el Tinorio"
- Rafael Bardem – medicul
- Maria Zanoli – mama
- Manuel Peiró – Maxi "el Chico"

## Premii și nominalizări
- 1959: Nominalizare la Premiile Oscar ca Cel mai bun film străin
- 1960: Premio Sant Jordi la categoria „cel mai bun film” și „Cea mai bună imagine într-un film spaniol” lui Mario Pacheco[1]